# 3044-es busz
A 3044-es jelzésű autóbusz egy regionális autóbuszjárat amely Salgótarján és Mizserfa között közlekedik. Az útvonala 15,6 km hosszú, a menetidő járatonként változó.

## Története
A 23117-es számú mellékút állapota sokáig nem tette lehetővé a buszközlekedést. Az út 2006-os felújítását követően, még abban az évben indította el a KMKK jogelődje, a Nógrád Volán a 3044. számú menetrendi mezőbe tartozó járatokat a Salgótarján – Salgótarján, Forgáchtelep – Kazár – Rákóczibánya – Mizserfa útvonalon.

## Járatok útvonala, menetideje és közlekedési rendje
| A 3044-es busz útvonala és menetideje | A 3044-es busz útvonala és menetideje                        | A 3044-es busz útvonala és menetideje | A 3044-es busz útvonala és menetideje | A 3044-es busz útvonala és menetideje |
| Járatszám                             | Útvonal                                                      | Menetidő                              | Közlekedik:                           | Megjegyzés                            |
| ------------------------------------- | ------------------------------------------------------------ | ------------------------------------- | ------------------------------------- | ------------------------------------- |
| 3044/1                                | Salgótarján – Forgáchtelep – Kazár                           | 20 perc                               | Iskolai előadási napokon              | -                                     |
| 3044/2                                | Mizserfa – Rákóczibánya – Kazár – Forgáchtelep – Salgótarján | 33 perc                               | Munkanapokon                          | -                                     |
| 3044/4                                | Rákóczibánya – Kazár – Forgáchtelep – Salgótarján            | 25 perc                               | Iskolai előadási napokon              | -                                     |
| 3044/8                                | Mizserfa – Kazár – Forgáchtelep – Salgótarján                | 25 perc                               | Munkanapokon                          | -                                     |
| 3044/9                                | Salgótarján – Forgáchtelep – Kazár – Rákóczibánya            | 25 perc                               | Munkanapokon                          | -                                     |

## Megállóhelyei
| 0  | Salgótarján, autóbusz-állomás                  | 1010, 1012, 1020, 1021, 1301, 1305, 1347, 1349, 1351, 1447, 3044, 3075, 3080, 3081 Hatvan–Somoskőújfalu-vasútvonal                     | Salgótarján Salgótarján autóbusz-állomás |
| 1  | Salgótarján, Megyeháza                         | 1, 1U, 3C, 5, 6, 7, 7A, 7B, 7C, 8, 9, 11, 11A, 11B, 13, 14, 19, 27A, 36, 46, 58, 63, 63S, 113 1305, 3045, 3055, 3058, 3075, 3080, 3081 | Megyeháza                                |
| 2  | Salgótarján, ÉMÁSZ                             | 2A, 2T, 27A | ÉMÁSZ, Dornyay Béla Általános Iskola     |
| 3  | Salgótarján, Forgáchtelep szövetkezeti ialbolt | 2A, 2T, 27A |                                          |
| 4  | Salgótarján, Forgáchtelep                      | 2A, 2T, 27A |                                          |
| 5  | Kazár, Bélatelep                               | 3045 |                                          |
| 6  | Kazár, bányatelepi híd                         | 3045 |                                          |
| 7  | Kazár, Bányatelep                              | 3045 |                                          |
| 8  | Kazár, Rákóczi út                              | 3045 |                                          |
| 9  | Kazár, földműves szövetkezet                   | 3045 |                                          |
| 10 | Kazári elágazás                                | 3045 |                                          |
| 11 | Rákóczibánya                                   | 3045 |                                          |
| 12 | Kazári elágazás                                | 3045 |                                          |
| 13 | Mizserfai elágazás                             | 3045 |                                          |
| 14 | Mizserfa, vegyesbolt                           | 3045 |                                          |
| 15 | Mizserfa, szociális otthon                     | 3045 |                                          |